# Muflon
Muflonul, numit și oaie sălbatică europeană (Ovis ammon musimon, Pallas, 1811), este  strămoșul oii domestice. Are lungimea corpului de 1,1-1,3 m, coada de 3–6 cm și înălțimea la greabăn de 60–80 cm. Greutatea poate atinge 50 kg. Poate face salturi de 2 metri inaltime si 3–4 m lungime
Aspectul general al muflonului este asemănător cu al berbecului. Mai ales masculul are coarne inelate, puternice și răsucite. Acestea cresc în spirală odată cu vârsta animalului, putând ajunge la 90 cm. Femelele poartă uneori și ele coarne, mai mici, de până la 10–12 cm. Copita este la fel cu cea a oii domestice.
Muflonul a trăit în România în trecut, dispărând într-o perioadă nedeterminată precis din Evul mediu. În secolul XX a fost reintrodus, după mai multe încercări de aclimatizare, în Dobrogea, centrul Munteniei, județul Argeș, județul Alba. S-a dezvoltat bine, deși nu atât de rapid pe cât ar fi dorit cei care s-au ocupat de introducerea lor. S-a acomodat în special în pădurile din zonele de dealuri joase și coline, precum și în pădurile de câmpie cu umiditate relativ crescută, spre deosebire de arealul originar, stâncos și destul de arid. Cu toate acestea, evită zonele cu prea multă apă și nu înoată decât în cazuri cu totul excepționale. Este predispus, ca și oaia domestică, la gălbează.

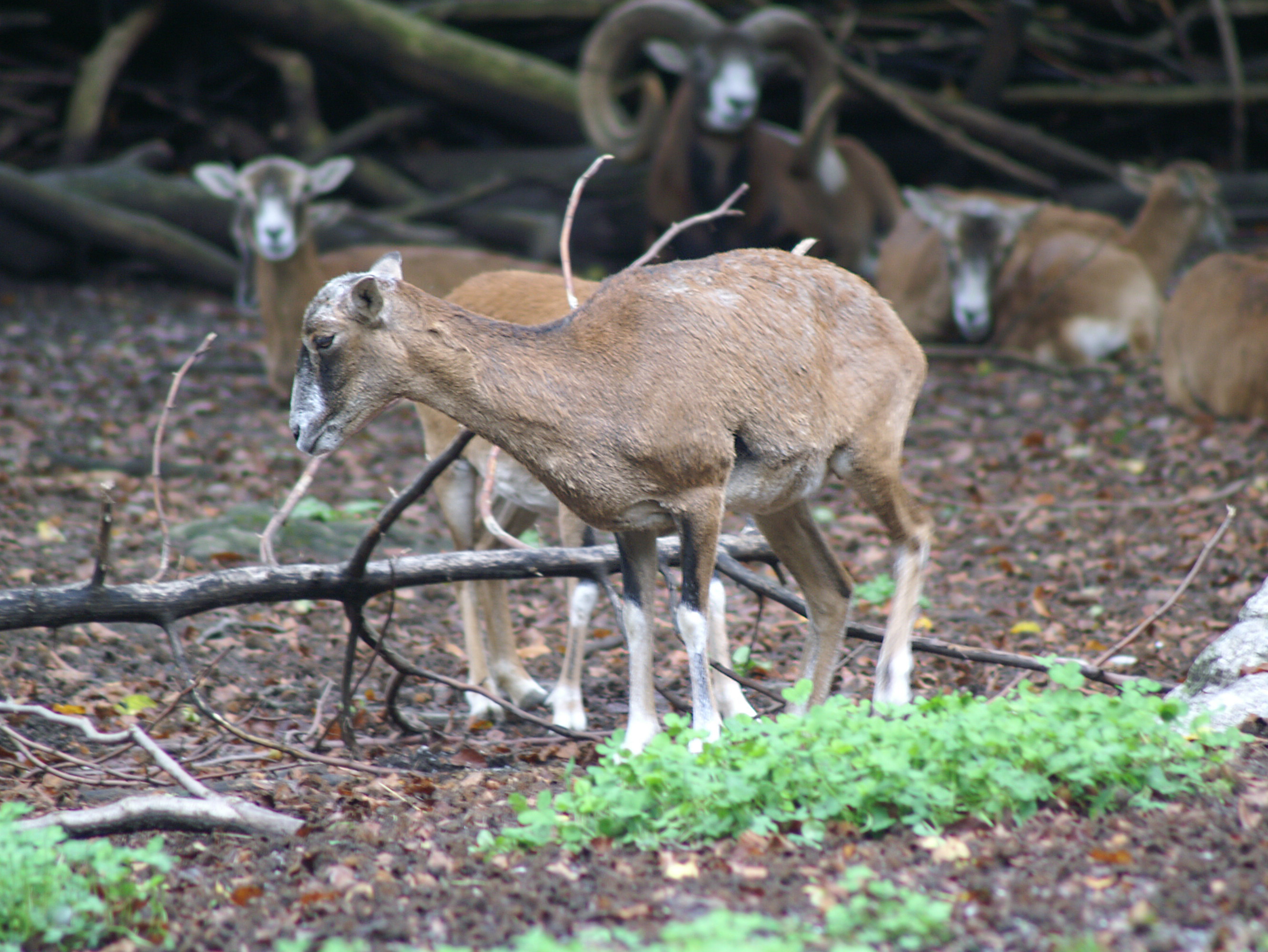
Turmă de mufloni

Muflonul are simțuri foarte bune, precum și o agerime și sprinteneală surprinzătoare pentru cei ce se lasă înșelați de înfățișarea sa aparent greoaie.
Păscutul și adăpatul se desfășoară seara și noaptea.
Împerecherea are loc în octombrie-noiembrie, iar după cca. 22 săptămâni oaia sălbatică se retrage singură, în locuri ascunse și fată unul sau, mai rar, doi miei. După câteva zile revine cu mielul la cârd.
Hrana muflonului este vegetală, constând din ierburi de pădure, lăstari, frunze etc. Uneori intră și în culturi, dacă acestea sunt prea aproape de arealul său.
Printre dușmanii naturali ai muflonului se numără câinii hoinari, râsul, lupul, ursul, iar pentru miei și acvila, zăganul și alți vulturi, vulpea, șacalul și pisica sălbatică.